# Phloeospora jaapiana
Phloeospora jaapiana är en svampart som beskrevs av Magnus 1898. Phloeospora jaapiana ingår i släktet Phloeospora och familjen Mycosphaerellaceae.   Inga underarter finns listade i Catalogue of Life.